# Ievgueni Konstantinov
Pour les articles homonymes, voir Konstantinov.
Ievgueni Valerievitch Konstantinov - en russe : Евгений Валерьевич Константинов et en anglais : Evgeny Konstantinov - (né le 29 mars 1981 à Kazan en URSS) est un joueur professionnel russe de hockey sur glace.

## Carrière de joueur
Il évolue au poste de gardien de but. Il est choisi en 1999 au cours du repêchage d'entrée dans la Ligue nationale de hockey par le Lightning de Tampa Bay en 3e ronde en 67e au total,.